# Liga I 2018-19
La temporada 2018-19 fue la centésima primera edición de la Liga I la máxima categoría del fútbol profesional en Rumania, y organizada por la Liga Profesionistă de Fotbal. La temporada comenzó el 20 de julio de 2018 y finalizó el 2 de junio de 2019. El CFR Cluj vigente campeón en 2017-18 revalido su título esta temporada.

## Formato
Los 14 equipos participantes jugaron entre sí todos contra todos dos veces totalizando 26 partidos cada uno, al término de la fecha 26 los seis primeros clasificados pasaron a jugar el Ronda por el campeonato, mientras que los otros ocho pasaron a jugar el Play-outs de descenso.
Los clubes comenzaron en la fase siguiente con los puntos reducidos a la mitad y sin ningún récord estadístico, es decir sin goles ni partidos.
En la Ronda por el campeonato los 6 equipos participantes jugaron entre sí todos contra todos dos veces totalizando 10 partidos cada uno, al término de la fecha 10, el primer clasificado se coronó campeón y obtuvo un cupo para la Primera ronda de la Liga de Campeones 2019-20, mientras que el segundo y el tercero obtuvieron un cupo para la Primera ronda de la Liga Europa 2019-20.
En el Play-outs de descenso, los 8 equipos participantes jugaron entre sí todos contra todos dos veces totalizando 14 partidos cada uno, al término de la fecha 14, los 2 últimos clasificados descendieron a la Liga II 2019-20, mientras que el duodécimo jugó un play-off de permanencia contra el tercero de la Liga II 2018-19, por un puesto en la próxima temporada de la Liga I.
Un tercer cupo a la Primera ronda de la Liga Europa 2019-20 fue asignado al campeón de la Copa de Rumanía.

## Ascensos y descensos
| Pos. | Descendidos de la Liga I 2017-18 |
| ---- | -------------------------------- |
| 13.º | Poli Timișoara                   |
| 14.º | Juventus București               |

| Pos. | Ascendidos de la Liga II 2017-18 |
| ---- | -------------------------------- |
| 1.º  | Dunărea Călărași                 |
| 2.º  | Hermannstadt                     |

## Equipos participantes
| Club                  | Ciudad          | Estadio                              | Capacidad |
| --------------------- | --------------- | ------------------------------------ | --------- |
| Astra Giurgiu         | Giurgiu         | Stadionul Marin Anastasovici         | 8.500     |
| Botosani              | Botoșani        | Stadionul Municipal Botoşani         | 12.000    |
| CFR Cluj              | Cluj-Napoca     | Stadionul Dr. Constantin Rădulescu   | 23.500    |
| Concordia Chiajn      | Chiajna         | Stadionul Concordia                  | 5.123     |
| Dinamo București      | Bucarest        | Stadionul Dinamo                     | 15.032    |
| Dunărea Călărași      | Călărași        | Stadionul Ion Comșa                  | 10.500    |
| FCSB                  | Bucarest        | Arena Națională                      | 55.600    |
| Gaz Metan Mediaș      | Mediaș          | Stadionul Gaz Metan                  | 7.814     |
| Hermannstadt          | Sibiu           | Stadionul Municipal Sibiu            | 10.000    |
| Politehnica Iași      | Iași            | Stadionul Emil Alexandrescu          | 12.500    |
| Sepsi Sfântu Gheorghe | Sfântu Gheorghe | Stadionul Silviu Ploeșteanu (Braşov) | 8.800     |
| Universitatea Craiova | Craiova         | Stadionul Ion Oblemenco              | 30.900    |
| Viitorul Constanța    | Constanța       | Stadionul Viitorul (Ovidiu)          | 4.500     |
| Voluntari             | Voluntari       | Stadionul Dinamo                     | 15.300    |

## Temporada regular

### Tabla de posiciones
| Pos. | Equipo                | Pts. | PJ | G  | E  | P  | GF | GC | Dif. | Clasificación 2018–19    |
| ---- | --------------------- | ---- | -- | -- | -- | -- | -- | -- | ---- | ------------------------ |
| 1    | CFR Cluj              | 54   | 26 | 15 | 9  | 2  | 39 | 16 | +23  | Ronda por el campeonato  |
| 2    | FCSB                  | 49   | 26 | 14 | 7  | 5  | 49 | 29 | +20  | Ronda por el campeonato  |
| 3    | Universitatea Craiova | 45   | 26 | 13 | 6  | 7  | 43 | 24 | +19  | Ronda por el campeonato  |
| 4    | Astra Giurgiu         | 42   | 26 | 11 | 9  | 6  | 36 | 23 | +13  | Ronda por el campeonato  |
| 5    | Viitorul Constanța    | 38   | 26 | 11 | 5  | 10 | 26 | 27 | −1   | Ronda por el campeonato  |
| 6    | Sepsi Sfântu Gheorghe | 37   | 26 | 10 | 7  | 9  | 32 | 25 | +7   | Ronda por el campeonato  |
| 7    | Botoșani              | 36   | 26 | 9  | 9  | 8  | 31 | 33 | −2   | Ronda por la permanencia |
| 8    | Politehnica Iași      | 34   | 26 | 10 | 4  | 12 | 28 | 38 | −10  | Ronda por la permanencia |
| 9    | Dinamo București      | 32   | 26 | 8  | 8  | 10 | 29 | 37 | −8   | Ronda por la permanencia |
| 10   | Hermannstadt          | 32   | 26 | 9  | 5  | 12 | 25 | 28 | −3   | Ronda por la permanencia |
| 11   | Gaz Metan Mediaș      | 31   | 26 | 7  | 10 | 9  | 25 | 32 | −7   | Ronda por la permanencia |
| 12   | Dunărea Călărași      | 24   | 26 | 4  | 12 | 10 | 16 | 25 | −9   | Ronda por la permanencia |
| 13   | Voluntari             | 21   | 26 | 4  | 9  | 13 | 30 | 46 | −16  | Ronda por la permanencia |
| 14   | Concordia Chiajna     | 18   | 26 | 4  | 6  | 16 | 19 | 45 | −26  | Ronda por la permanencia |

Actualizado a los partidos jugados el 4 de marzo de 2019.
 Fuente: FRF, Soccerway
Criterios de clasificación: 1) Puntos; 2) puntos entre sí; 3) diferencia de goles; 4) Goles marcados.

### Resultados
| Local \ Visitante     | AST | BOT | CFR | CON | DIN | DUN | FCS | GAZ | HER | POL | SEP | UNI | VIT | VOL |
| --------------------- | --- | --- | --- | --- | --- | --- | --- | --- | --- | --- | --- | --- | --- | --- |
| Astra Giurgiu         | —   | 1–1 | 1–2 | 3–1 | 4–1 | 1–1 | 1–0 | 3–0 | 1–0 | 1–2 | 1–1 | 0–3 | 3–0 | 0–0 |
| Botoșani              | 1–1 | —   | 1–5 | 0–2 | 2–0 | 1–0 | 1–3 | 1–1 | 2–0 | 1–2 | 0–0 | 2–1 | 1–2 | 1–0 |
| CFR Cluj              | 1–1 | 1–1 | —   | 2–1 | 3–1 | 0–0 | 1–1 | 2–2 | 1–1 | 1–0 | 1–0 | 0–0 | 1–2 | 5–0 |
| Concordia Chiajna     | 0–3 | 0–1 | 0–1 | —   | 0–0 | 1–1 | 0–0 | 0–0 | 2–0 | 3–6 | 0–3 | 1–3 | 1–1 | 1–3 |
| Dinamo București      | 1–2 | 1–2 | 0–3 | 2–1 | —   | 1–1 | 1–1 | 1–1 | 2–1 | 3–0 | 0–0 | 3–0 | 1–0 | 2–1 |
| Dunărea Călărași      | 1–2 | 3–2 | 0–0 | 2–1 | 0–0 | —   | 1–1 | 0–0 | 0–1 | 2–0 | 0–3 | 1–3 | 0–1 | 1–1 |
| FCSB                  | 1–0 | 2–2 | 0–2 | 0–1 | 3–3 | 2–0 | —   | 2–1 | 3–0 | 4–0 | 2–0 | 3–2 | 2–0 | 2–1 |
| Gaz Metan Mediaș      | 1–1 | 1–2 | 0–0 | 2–1 | 3–2 | 0–0 | 1–3 | —   | 0–2 | 1–0 | 0–1 | 3–2 | 2–2 | 2–0 |
| Hermannstadt          | 0–2 | 1–1 | 0–1 | 2–1 | 1–1 | 1–1 | 1–3 | 0–1 | —   | 2–0 | 1–0 | 0–1 | 1–0 | 4–0 |
| Politehnica Iași      | 1–1 | 2–1 | 0–1 | 3–0 | 1–0 | 1–0 | 1–2 | 1–0 | 0–2 | —   | 1–1 | 0–3 | 1–2 | 2–2 |
| Sepsi Sfântu Gheorghe | 1–0 | 0–1 | 1–2 | 3–0 | 0–1 | 1–0 | 4–2 | 1–2 | 1–3 | 3–0 | —   | 1–0 | 0–0 | 1–1 |
| Universitatea Craiova | 1–2 | 2–2 | 2–0 | 0–1 | 3–0 | 1–0 | 2–1 | 2–0 | 1–1 | 0–0 | 1–1 | —   | 2–0 | 3–1 |
| Viitorul Constanța    | 1–0 | 1–0 | 0–1 | 0–0 | 4–1 | 0–1 | 1–4 | 2–0 | 1–0 | 0–1 | 2–3 | 0–0 | —   | 2–0 |
| Voluntari             | 1–1 | 1–1 | 1–2 | 4–0 | 0–1 | 0–0 | 2–2 | 1–1 | 2–0 | 2–3 | 4–2 | 1–5 | 1–2 | —   |

## Ronda por el campeonato

### Tabla de posiciones
Para esta ronda los clubes comienzan con sus puntos reducidos a la mitad y sin ningún récord de la fase anterior.
| Pos. | Equipo                | Pts. | PJ | G | E | P | GF | GC | Dif. | Clasificación 2019–20                 |
| ---- | --------------------- | ---- | -- | - | - | - | -- | -- | ---- | ------------------------------------- |
| 1    | CFR Cluj (C)          | 50   | 10 | 7 | 2 | 1 | 15 | 4  | +11  | Primera ronda de la Liga de Campeones |
| 2    | FCSB                  | 48   | 10 | 7 | 2 | 1 | 18 | 6  | +12  | Primera ronda de la Liga Europa       |
| 3    | Viitorul Constanța    | 39   | 10 | 6 | 2 | 2 | 18 | 10 | +8   | Segunda ronda de la Liga Europa       |
| 4    | Universitatea Craiova | 36   | 10 | 4 | 1 | 5 | 8  | 10 | −2   | Primera ronda de la Liga Europa       |
| 5    | Astra Giurgiu         | 27   | 10 | 2 | 0 | 8 | 6  | 20 | −14  |                                       |
| 6    | Sepsi Sfântu Gheorghe | 20   | 10 | 0 | 1 | 9 | 5  | 20 | −15  |                                       |

Actualizado a los partidos jugados el 20 de mayo de 2019.
 Fuente: FRF, Soccerway
Criterios de clasificación: 1) Puntos; 2) puntos entre sí; 3) diferencia de goles; 4) Goles marcados.

### Resultados
| Local \ Visitante     | AST | CFR | FCS | SEP | UNI | VIT |
| --------------------- | --- | --- | --- | --- | --- | --- |
| Astra Giurgiu         | —   | 1–5 | 0–2 | 3–2 | 0–1 | 1–4 |
| CFR Cluj              | 1–0 | —   | 0–0 | 3–1 | 1–0 | 3–1 |
| FCSB                  | 1–0 | 1–0 | —   | 2–0 | 3–2 | 1–2 |
| Sepsi Sfântu Gheorghe | 0–1 | 0–1 | 1–5 | —   | 0–1 | 0–0 |
| Universitatea Craiova | 1–0 | 0–0 | 0–2 | 1–0 | —   | 1–2 |
| Viitorul Constanța    | 3–0 | 0–1 | 1–1 | 3–1 | 2–1 | —   |

## Ronda por la permanencia

### Tabla de posiciones
| Pos. | Equipo            | Pts. | PJ | G  | E | P | GF | GC | Dif. | Descensos 2019–20      |
| ---- | ----------------- | ---- | -- | -- | - | - | -- | -- | ---- | ---------------------- |
| 1    | Gaz Metan Mediaș  | 48   | 14 | 10 | 2 | 2 | 25 | 9  | +16  |                        |
| 2    | Botoșani          | 44   | 14 | 8  | 2 | 4 | 18 | 9  | +9   |                        |
| 3    | Dinamo București  | 43   | 14 | 8  | 3 | 3 | 16 | 7  | +9   |                        |
| 4    | Politehnica Iași  | 31   | 14 | 3  | 5 | 6 | 12 | 18 | −6   |                        |
| 5    | Voluntari         | 31   | 14 | 5  | 5 | 4 | 14 | 16 | −2   |                        |
| 6    | Hermannstadt (O)  | 27   | 14 | 2  | 5 | 7 | 9  | 19 | −10  | Play-off de relegación |
| 7    | Dunărea Călărași  | 25   | 14 | 3  | 4 | 7 | 8  | 18 | −10  | Liga II                |
| 8    | Concordia Chiajna | 19   | 14 | 2  | 4 | 8 | 17 | 23 | −6   | Liga II                |

Actualizado a los partidos jugados el 2 de junio de 2019.
 Fuente: FRF, Soccerway
Criterios de clasificación: 1) Puntos; 2) puntos entre sí; 3) diferencia de goles; 4) Goles marcados.

### Resultados
| Local \ Visitante | BOT | CON | DIN | DUN | GAZ | HER | POL | VOL |
| ----------------- | --- | --- | --- | --- | --- | --- | --- | --- |
| Botoșani          | —   | 0–0 | 1–0 | 1–2 | 1–0 | 1–0 | 3–0 | 2–0 |
| Concordia Chiajna | 2–2 | —   | 0–2 | 3–0 | 0–2 | 2–2 | 4–1 | 1–2 |
| Dinamo București  | 1–0 | 3–2 | —   | 2–0 | 2–0 | 2–0 | 0–0 | 0–0 |
| Dunărea Călărași  | 0–2 | 2–0 | 1–0 | —   | 0–1 | 0–0 | 1–2 | 1–1 |
| Gaz Metan Mediaș  | 2–0 | 3–1 | 2–1 | 0–0 | —   | 4–1 | 1–1 | 4–0 |
| Hermannstadt      | 0–2 | 1–0 | 0–0 | 2–1 | 0–2 | —   |     | 1–1 |
| Politehnica Iași  | 0–2 | 1–1 | 0–1 | 4–0 | 1–2 | 1–1 | —   | 0–2 |
| Voluntari         | 2–1 | 2–1 | 1–2 | 0–0 | 1–2 | 2–1 | 0–0 | —   |

## Playoff ascenso-descenso
El equipo en el puesto 12 de la Liga I se enfrentó al equipo en el puesto 3 de la Liga II.
| Equipo 1           | Agr. | Equipo 2     | Ida | Vuelta |
| ------------------ | ---- | ------------ | --- | ------ |
| Universitatea Cluj | 1–2  | Hermannstadt | 0–2 | 1–0    |

### Partidos
| 9 de junio de 2019, 18:00 | Universitatea Cluj | 0:2 (0:0) | Hermannstadt                               | Cluj Arena, Cluj-Napoca                                      |                                                              |
|                           |                    | Reporte   | 79' Petrișor Petrescu · 80' Juvhel Tsoumou | Asistencia: 25.664 espectadores Árbitro(s): Andrei Chivulete | Asistencia: 25.664 espectadores Árbitro(s): Andrei Chivulete |

| 12 de junio de 2019, 18:00 | Hermannstadt | 0:1 (0:0) (Global 1:2) | Universitatea Cluj | Stadionul Municipal de Sibiu, Sibiu                     |                                                         |
|                            |              | Reporte                | 64' Dorin Goga     | Asistencia: 4.500 espectadores Árbitro(s): Marius Avram | Asistencia: 4.500 espectadores Árbitro(s): Marius Avram |

- El Hermannstadt vencedor 2–1 en el global se mantiene en la Liga I.

## Goleadores
- Actualizado al 2 de junio de 2019.
| Pos. | Jugador           | Club                  | Goles |
| ---- | ----------------- | --------------------- | ----- |
| 1    | George Țucudean   | CFR Cluj              | 18    |
| 2    | Harlem Gnohéré    | FCSB                  | 15    |
| 3    | Mattia Montini    | Dinamo București      | 13    |
| 3    | Elvir Koljić      | Universitatea Craiova | 13    |
| 3    | Alexandru Mitriță | Universitatea Craiova | 13    |
| 6    | Florinel Coman    | FCSB                  | 11    |
| 6    | Ibrahima Tandia   | Sepsi Sfântu Gheorghe | 11    |
| 8    | Florin Tănase     | FCSB                  | 10    |
| 8    | Mario Rondón      | Gaz Metan Mediaș      | 10    |
| 8    | Ianis Hagi        | Viitorul Constanța    | 10    |
| 8    | Alexandru Tudorie | Voluntari             | 10    |
| 12   | Mihai Roman II    | Botosani              | 9     |
| 12   | Dennis Man        | FCSB                  | 9     |